# Esquí de fons als Jocs Olímpics d'hivern de 2006 - esprint individual femení
Als Jocs Olímpics d'Hivern de 2006 celebrats a la ciutat de Torí (Itàlia) es disputà una prova d'esquí de fons en la modalitat d'esprint individual en categoria femenina, que unida a la resta de proves conformà el programa oficial dels Jocs.
Aquesta prova es disputà el 22 de febrer de 2006 a les instal·lacions esportives de Pragelato. Hi participaren un total de 66 esquiadores de 28 comitès nacionals diferents.

## Resum de medalles
| Or               | Argent          | Bronze      |
| Chandra Crawford | Claudia Kuenzel | Alena Sidko |

## Resultats

### Qualificació
Sobre una distància d'1,1 quilòmetres es classifiquen les 30 primeres esquiadores per passar a quarts de final.
| Pos. | Nom                        | CON             | Temps   |   |
| ---- | -------------------------- | --------------- | ------- | - |
| 1    | Beckie Scott               | Canadà          | 2:12.45 | Q |
| 2    | Arianna Follis             | Itàlia          | 2:12.90 | Q |
| 3    | Lina Andersson             | Suècia          | 2:13.29 | Q |
| 4    | Claudia Kuenzel            | Alemanya        | 2:13.64 | Q |
| 5    | Alena Sidko                | Rússia          | 2:14.54 | Q |
| 6    | Petra Majdic               | Eslovènia       | 2:14.62 | Q |
| 7    | Virpi Kuitunen             | Finlàndia       | 2:14.83 | Q |
| 8    | Chandra Crawford           | Canadà          | 2:15.06 | Q |
| 9    | Sara Renner                | Canadà          | 2:15.37 | Q |
| 10   | Kikkan Randall             | Estats Units    | 2:15.63 | Q |
| 11   | Aino Kaisa Saarinen        | Finlàndia       | 2:15.75 | Q |
| 12   | Anna Dahlberg              | Suècia          | 2:15.91 | Q |
| 13   | Ella Gjømle                | Noruega         | 2:16.02 | Q |
| 14   | Manuela Henkel             | Alemanya        | 2:16.04 | Q |
| 15   | Madoka Natsumi             | Japó            | 2:16.30 | Q |
| 16   | Viktoria Lopatina          | Belarús         | 2:16.36 | Q |
| 17   | Marit Bjoergen             | Noruega         | 2:16.38 | Q |
| 18   | Magda Genuin               | Itàlia          | 2:16.41 | Q |
| 19   | Britta Norgren             | Suècia          | 2:16.43 | Q |
| 20   | Olga Moskalenko-Rotcheva   | Rússia          | 2:16.43 | Q |
| 21   | Emelie Öhrstig             | Suècia          | 2:16.75 | Q |
| 22   | Julija Tchepalova          | Rússia          | 2:16.90 | Q |
| 23   | Hilde G. Pedersen          | Noruega         | 2:17.17 | Q |
| 24   | Kati Venalainen            | Finlàndia       | 2:17.29 | Q |
| 25   | Natalia Matveeva           | Rússia          | 2:17.73 | Q |
| 26   | Laurence Rochat            | Suïssa          | 2:17.73 | Q |
| 27   | Alena Prochazkova          | Eslovàquia      | 2:17.75 | Q |
| 28   | Nobuko Fukuda              | Japó            | 2:17.82 | Q |
| 29   | Olga Vasiljonok            | Belarús         | 2:18.12 | Q |
| 30   | Stefanie Boehler           | Alemanya        | 2:18.14 | Q |
| 31   | Nicole Fessel              | Alemanya        | 2:18.35 |   |
| 32   | Seraina Mischol            | Suïssa          | 2:18.83 |   |
| 33   | Barbara Moriggl            | Itàlia          | 2:19.12 |   |
| 34   | Aurelie Perrillat          | França          | 2:19.28 |   |
| 35   | Wendy Kay Wagner           | Estats Units    | 2:19.71 |   |
| 36   | Vita Jakimchuk             | Ucraïna         | 2:19.92 |   |
| 37   | Irina Terentjeva           | Lituània        | 2:20.08 |   |
| 38   | Elena Kolomina             | Kazakhstan      | 2:20.28 |   |
| 38   | Lindsey Williams           | Estats Units    | 2:20.28 |   |
| 40   | Vesna Fabjan               | Eslovènia       | 2:20.34 |   |
| 41   | Tatjana Mannima            | Estònia         | 2:20.44 |   |
| 42   | Elina Hietamaeki           | Finlàndia       | 2:20.49 |   |
| 43   | Marina Malets Lisogor      | Ucraïna         | 2:20.79 |   |
| 44   | Justyna Kowalczyk          | Polònia         | 2:21.19 |   |
| 45   | Natalya Issachenko         | Kazakhstan      | 2:21.22 |   |
| 46   | Oxana Jatskaja             | Kazakhstan      | 2:22.12 |   |
| 47   | Emilie Vina                | França          | 2:22.42 |   |
| 48   | Kaili Sirge                | Estònia         | 2:22.42 |   |
| 49   | Amanda Ammar               | Canadà          | 2:22.78 |   |
| 50   | Eva Nyvltova               | Txèquia         | 2:22.86 |   |
| 51   | Ekaterina Rudakova Bulauka | Belarús         | 2:23.19 |   |
| 52   | Esther Bottomley           | Austràlia       | 2:23.55 |   |
| 53   | Katarina Garajova          | Eslovàquia      | 2:23.98 |   |
| 54   | Piret Pormeister           | Estònia         | 2:24.67 |   |
| 55   | Elodie Bourgeois Pin       | França          | 2:24.77 |   |
| 56   | Man Dandan                 | R.P. de la Xina | 2:25.16 |   |
| 57   | Song Bo                    | R.P. de la Xina | 2:27.07 |   |
| 58   | Maja Kezele                | Croàcia         | 2:27.16 |   |
| 59   | Monika Gyorgy              | Romania         | 2:27.53 |   |
| 60   | Daria Starostina           | Kazakhstan      | 2:27.58 |   |
| 61   | Jia Yuping                 | R.P. de la Xina | 2:30.03 |   |
| 62   | Elena Gorohova             | Moldàvia        | 2:31.61 |   |
| 63   | Kelime Aydin               | Turquia         | 2:33.33 |   |
| 64   | Lee Chae-Won               | Corea del Sud   | 2:35.47 |   |
| 65   | Liu Liming                 | R.P. de la Xina | 2:35.76 |   |
| 66   | Panagiota Tsakiri          | Grècia          | 2:43.28 |   |

### Quarts de final
Es realitzaren cinc quarts de final amb sis esquiadores cada una. Les dues primeres de cada una avançaren a semifinals.
Quarts de final 1
| Posició | Dorsal | Nom                      | Resultat |   |
| ------- | ------ | ------------------------ | -------- | - |
| 1       | 1      | Beckie Scott             | 2:16.6   | Q |
| 2       | 10     | Kikkan Randall           | 2:17.8   | Q |
| 3       | 20     | Olga Moskalenko-Rotcheva | 2:18.4   |   |
| 4       | 30     | Stefanie Boehler         | 2:18.5   |   |
| 5       | 21     | Emelie Öhrstig           | 2:19.9   |   |
| 6       | 11     | Aino Kaisa Saarinen      | 2:20.7   |   |

Quarts de final 2
| Posició | Dorsal | Nom               | Resultat |   |
| ------- | ------ | ----------------- | -------- | - |
| 1       | 4      | Claudia Kuenzel   | 2:15.5   | Q |
| 2       | 7      | Virpi Kuitunen    | 2:16.2   | Q |
| 3       | 14     | Manuela Henkel    | 2:16.4   |   |
| 4       | 17     | Marit Bjorgen     | 2:16.8   |   |
| 5       | 27     | Alena Prochazkova | 2:17.9   |   |
| 6       | 24     | Kati Venalainen   | 2:18.1   |   |

Quarts de final 3
| Posició | Dorsal | Nom               | Resultat |   |
| ------- | ------ | ----------------- | -------- | - |
| 1       | 5      | Alena Sidko       | 2:17.7   | Q |
| 2       | 6      | Petra Majdic      | 2:17.7   | Q |
| 3       | 26     | Laurence Rochat   | 2:18.9   |   |
| 4       | 15     | Madoka Natsumi    | 2:19.9   |   |
| 5       | 16     | Viktoria Lopatina | 2:24.8   |   |
| 6       | 25     | Natalia Matveeva  | 2:31.4   |   |

Quarts de final 4
| Posició | Dorsal | Nom               | Resultat |   |
| ------- | ------ | ----------------- | -------- | - |
| 1       | 12     | Anna Dahlberg     | 2:14.3   | Q |
| 2       | 2      | Arianna Follis    | 2:14.7   | Q |
| 3       | 19     | Britta Norgren    | 2:15.0   |   |
| 4       | 9      | Sara Renner       | 2:15.6   |   |
| 5       | 29     | Olga Vasiljonok   | 2:16.6   |   |
| 6       | 22     | Julija Tchepalova | 2:16.6   |   |

Quarts de final 5
| Posició | Dorsal | Nom               | Resultat |   |
| ------- | ------ | ----------------- | -------- | - |
| 1       | 8      | Chandra Crawford  | 2:14.2   | Q |
| 2       | 13     | Ella Gjømle       | 2:15.7   | Q |
| 3       | 3      | Lina Andersson    | 2:16.0   |   |
| 4       | 18     | Magda Genuin      | 2:17.9   |   |
| 5       | 28     | Nobuka Fukuda     | 2:18.2   |   |
| 6       | 23     | Hilde G. Pedersen | 2:19.1   |   |

### Semifinals
Es realitzaren dues semifinals amb cinc esquiadores en cada una. Les dues primeres de cada una passaren a la final A i les altres dues a la Final B.
Semifinal 1
| Posició | Dorsal | Nom             | Resultat |   |
| ------- | ------ | --------------- | -------- | - |
| 1       | 4      | Claudia Kuenzel | 2:15.5   | Q |
| 2       | 1      | Beckie Scott    | 2:15.8   | Q |
| 3       | 7      | Virpi Kuitunen  | 2:16.3   |   |
| 4       | 6      | Petra Majdic    | 2:18.7   |   |
| 5       | 10     | Kikkan Randall  | 2:19.1   |   |

Semifinal 2
| Posició | Dorsal | Nom                               | Resultat |   |
| ------- | ------ | --------------------------------- | -------- | - |
| 1       | 8      | Chandra Crawford                  | 2:13.4   | Q |
| 2       | 5      | Alena Sidko                       | 2:15.1   | Q |
| 3       | 2      | Plantilla:Bandvera Arianna Follis | 2:16.2   |   |
| 4       | 13     | Ella Gjømle                       | 2:16.4   |   |
| 5       | 12     | Anna Dahlberg                     | 2:18.9   |   |

### Finals

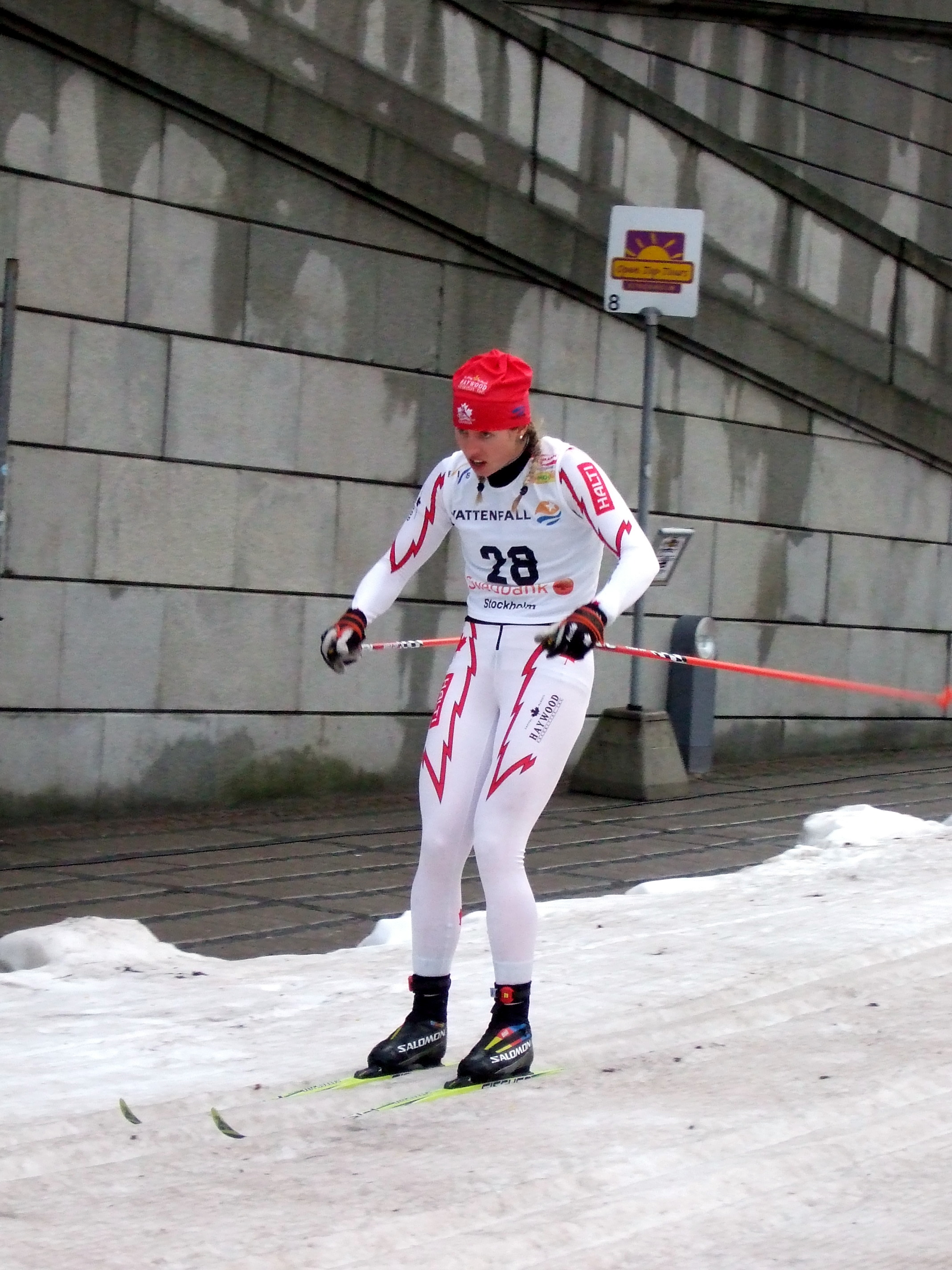
Chandra Crawford, guanyadora de la medalla d'or.

Final A
| Posició | Dorsal | Nom              | Resultat |
| ------- | ------ | ---------------- | -------- |
| 1       | 8      | Chandra Crawford | 2:12.3   |
| 2       | 4      | Claudia Kuenzel  | 2:13.0   |
| 3       | 5      | Alena Sidko      | 2:13.2   |
| 4       | 1      | Beckie Scott     | 2:14.7   |

Final B
| Posició | Dorsal | Nom            | Resultat |
| ------- | ------ | -------------- | -------- |
| 1       | 7      | Virpi Kuitunen | 2:18.1   |
| 2       | 13     | Ella Gjømle    | 2:18.2   |
| 3       | 2      | Arianna Follis | 2:20.3   |
| 4       | 6      | Petra Majdic}  | 2:21.5   |